# بازهم نمرات پایین
بازهم نمرات پایین (روسی: Опять двойка ، با عنوان اصلی دوباره نمره D) تابلویی از فیودور پاولوویچ رشتنیکوف است که در سال ۱۹۵۲ به‌وجود آمده‌است.

## موضوع
در نقاشی پسری را می‌بینیم که با نمرهٔ مردودِ D به خانه بازگشته است. پسر با کت چروکیده و دکمه‌های باز شده، شبیه یک بازنده به نظر می‌رسد. اسکیت‌های قدیمی که از داخل کیفش بیرون زده‌است، موهای بلوند ژولیده و گوش‌های قرمز و گلگونش که ناشی از اسکیت در هوای سرد است، اصلاً با چهرهٔ ناامید مصنوعی‌اش همخوانی ندارند. آهی می‌کشد و وانمود می‌کند که بخاطر مردود شدنش غمگین است. سگی که با خوشحالی از پسر استقبال می‌کند، خیلی به او علاقه دارد و انگار از پسر درخواست می‌کند: «بیا و با من بازی کن.»
مادر که سمت راست نشسته‌است، با دیدن چهرهٔ غمگین اما برافروخته از سرمای او، متوجه می‌شود که پسرش بیش از حد در خیابان بازی می‌کند و واقعاً نگران نمرات پایینش نیست. چهرهٔ مادر و حالت دست‌هایش نشان دهندهٔ درماندگی اوست که نمی‌داند چگونه بر روی پسر تنبلش تأثیر خوبی بگذارد. در کنار مادر، برادر کوچکتر سوار بر دوچرخه است که به برادر بزرگتر می‌خندد و خوب می‌داند چه خبر است.
خواهر بزرگتر که سر میز شام مشغول انجام تکالیفش است، می‌ایستد و به برادر شلخته‌اش نگاه می‌کند. حالت او، چرخش سرش و روسری قرمز روشن که معرف یک «پیشگام» کمونیست (سازمان توده‌ای جوانان شوروی برای کودکان و نوجوانان ۹ تا ۱۵ سال) است، همه گواهی می‌دهند که خواهر رفتار این بازنده را تأیید نمی‌کند. پنجرهٔ پشت سر او یک الگوی نورپردازی دوگانه ایجاد می‌کند و نماد آیندهٔ درخشان او است. واکنش شکنجه‌آمیز خانواده در تضاد کامل با شادی صمیمانهٔ حیوان است، که نشان دهندهٔ اغراق کردن در اهمیت نمرهٔ مدرسه است.